# 허풍선이 남작의 모험
허풍선이 남작의 모험(Baron Prasil, The Fabulous Baron Munchausen)은 체코에서 제작된 카렐 제만 감독의 1962년 영화이다. 밀로시 코페츠키 등이 주연으로 출연하였다.

## 출연

### 주연
- 밀로시 코페츠키
- 루돌프 제리넥
- 야나 브레이호바
- 카렐 호게르

### 조연
- 루돌프 흐루신스키
- 에두아르 코훗
- 오토 시마넥
- 얀 베리흐

## 제작진
- 미술: 카렐 제만